# Батињано
Батињано (итал. Batignano) је насеље у Италији у округу Гросето, региону Тоскана.
Према процени из 2011. у насељу је живело 619 становника. Насеље се налази на надморској висини од 133 м.